# Nico Ihle
Nico Herbert Ihle  (ur. 2 grudnia 1985 w Chemnitz) – niemiecki łyżwiarz szybki, wicemistrz świata.

## Kariera
Po raz pierwszy na arenie międzynarodowej Nico Ihle pojawił się podczas mistrzostw świata juniorów w Seinäjoki w 2005 roku, gdzie był ósmy w biegu drużynowym i osiemnasty w wieloboju. W zawodach Pucharu Świata zadebiutował 19 listopada 2005 roku w Salt Lake City, zajmując 38. miejsce w biegu na 500 m. Pierwsze pucharowe podium wywalczył 2 marca 2013 roku w Erfurcie, gdzie na 1000 m był trzeci. W zawodach tych wyprzedzili go jedynie Brian Hansen z USA oraz Stefan Groothuis z Holandii. W sezonie 2013/2014 na podium stawał dwukrotnie: 8 marca w Inzell był trzeci, a dzień później drugi na 500 m. W klasyfikacji końcowej był ostatecznie dziesiąty. Pierwsze pucharowe zwycięstwo odniósł 6 grudnia 2014 roku w Berlinie, gdzie był najlepszy na 1000 m.
W 2010 roku brał udział w igrzyskach olimpijskich w Vancouver, zajmując 18. miejsce na dystansie 500 m i 25. miejsce na dwukrotnie dłuższym dystansie. Na rozgrywanych cztery lata później igrzyskach olimpijskich w Soczi, był między innymi czwarty w biegu na 1000 m, przegrywając walkę o medal z Holendrem Michelem Mulderem o 0,12 sekundy. W 2017 roku wywalczył srebrny medal w biegu na 500 m podczas dystansowych mistrzostw świata w Gangneung.